# Алунит

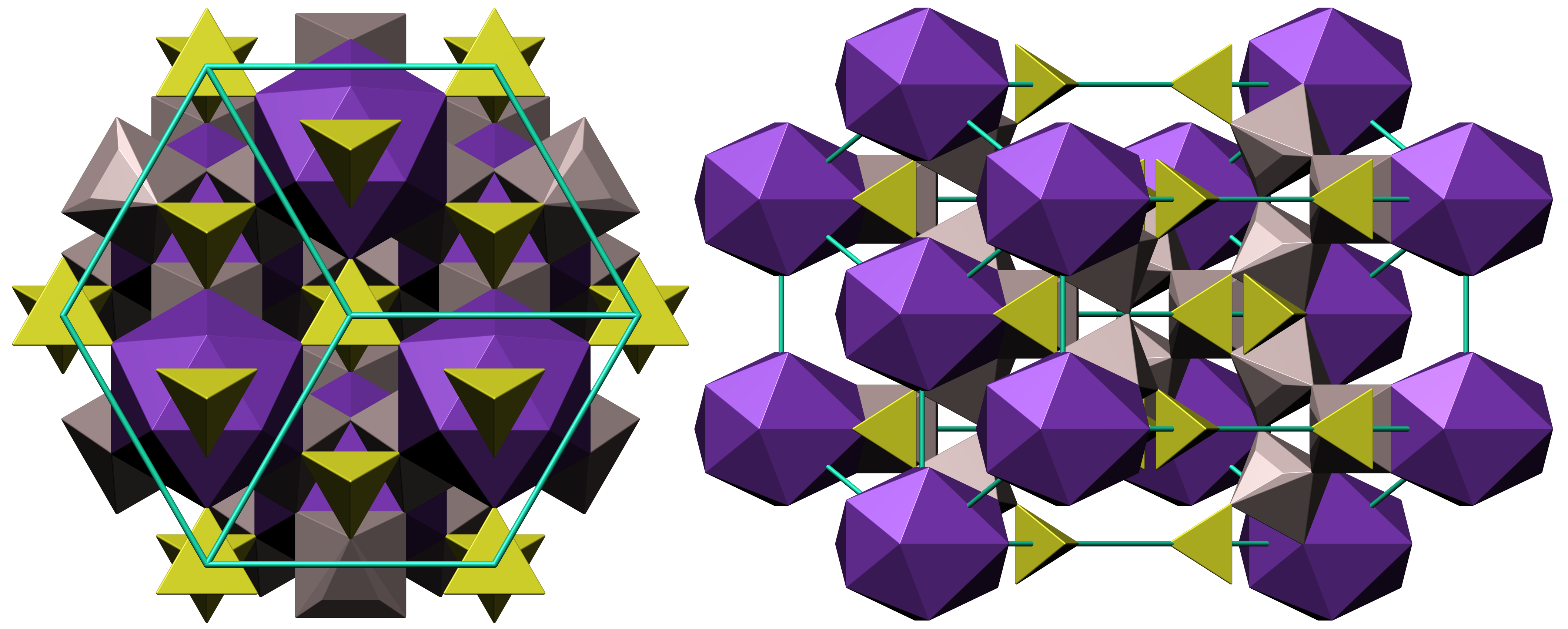
Кристаллическая структура алунита

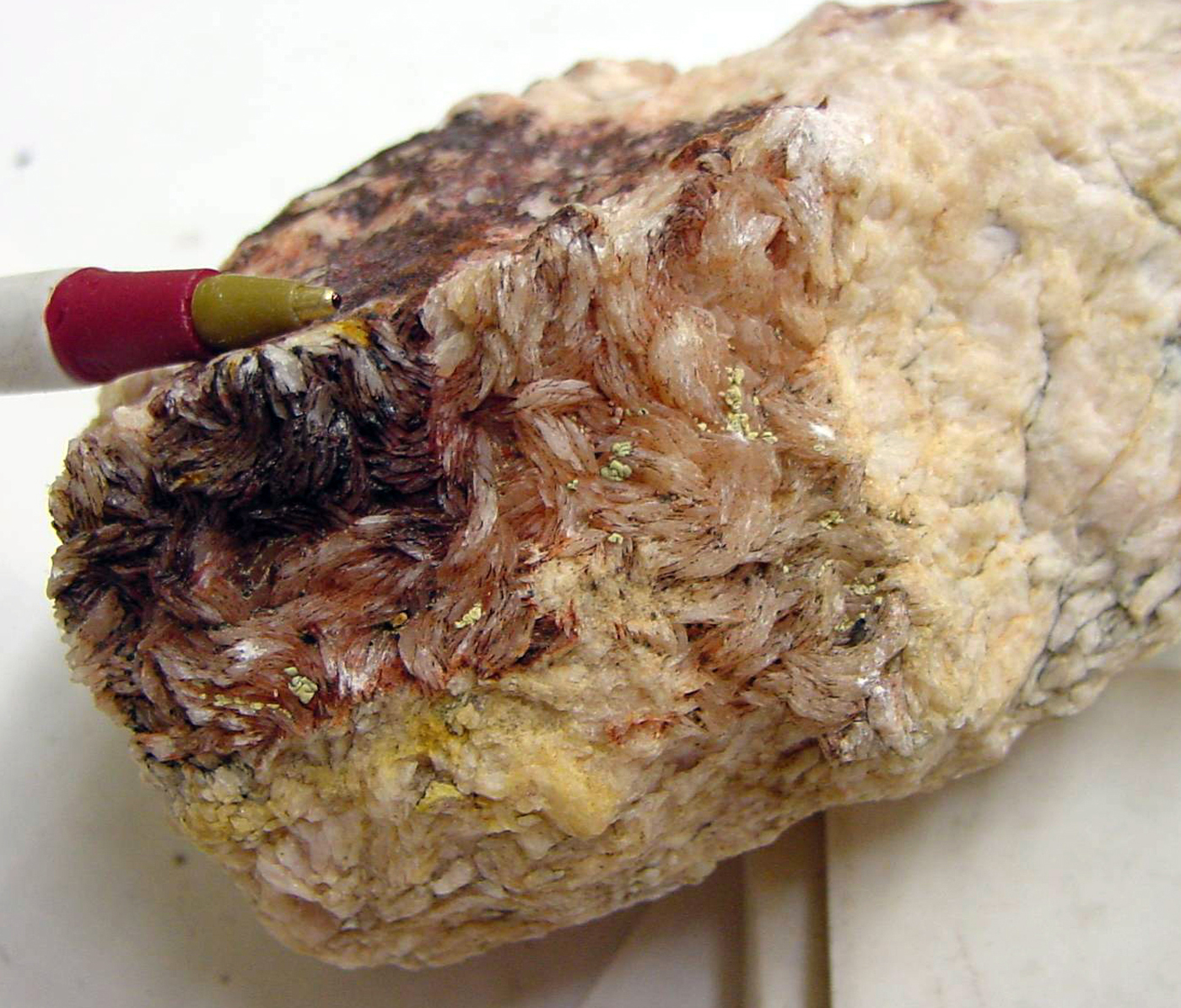
Алунит из Юты — USGS

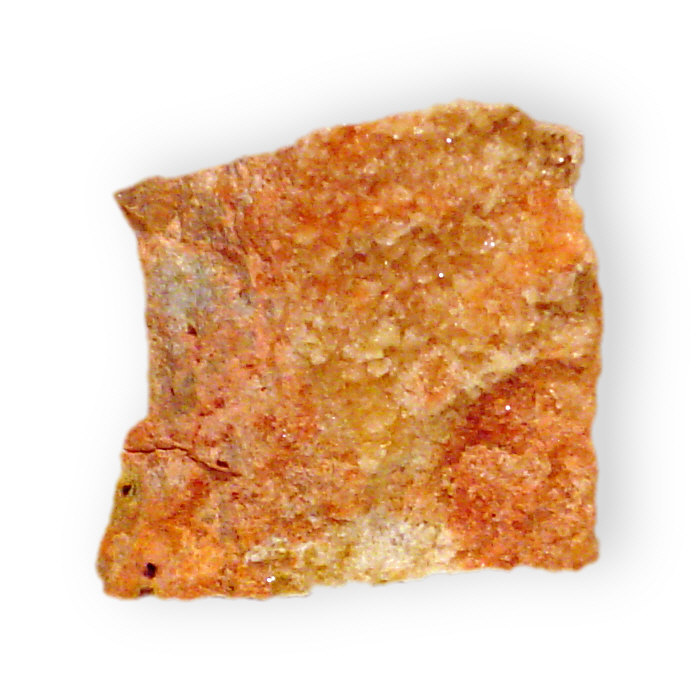
Алунит Мерисвейл, Юта

Алуни́т (фр. alunite), также ала́уншпат, алу́ншпат:16 или квасцо́вый ка́мень — квасцы) — минерал состава
K2SO4·Al2(SO4)3·4Al(OH)3 или KAl3(SO4)2(OH)6. Цвет белый, серый. 

## Свойства минерала
Алунит формируется в близповерхностных условиях, в результате низкотемпературного гидротермального процесса минералообразования в интервале температур 15—400 °С, при воздействии реакционных сульфатных вод, образованных в результате сольфатарной деятельности или при разложении пирита на глинозёмистые породы, процесс обычно сопровождается каолинизацией или окварцеванием.
Также известно экзогенное происхождение алунита: зоны окисления сульфидных месторождений.

## Применение
Алунитовые руды представляют серьезный интерес для алюминиевой промышленности. Благодаря содержанию в них окиси алюминия, серного ангидрида и щелочей также возможна комплексная переработка алунитов с целью извлечения из них всех полезных составляющих. В минералогическом отношении алунит представляет собой основной сульфат алюминия и калия (К2SO4·Аl2(SO4)3·2Аl(ОН)6), в состав которого может входить и натрий. Алуниты образовались под действием природных сернокислых вод на силикаты. 

## Месторождения
Известны месторождения алунита в России, Азербайджане, Украине, в США, Китае, Австралии, Иране, Мексике. 
Крупнейшее месторождение алунитовой породы в СНГ — Загликское — находится в Азербайджане на вершине горы Алунитдаг. Загликские алуниты имеют следующий средний химический состав: 20—21 % Аl2O3; 41—42 % SiO2; 4—5 % Fe2O3; 4,5—5 % Na2O + К2O; 22—23 % SO2; 6—7 % Н2O. Кремнезём в загликских алунитах присутствует главным образом в форме кварца. 
На территории СНГ известен ряд крупных алунитовых месторождений, из которых можно отметить Акташское в Казахстане и Чушсайское в Узбекистане. 
Месторождения алунита в России:  
- Точильный камень, Средний Урал;
- Ичетуйское, Забайкалье;
- Буриндинское, Амурская область;
- Дальнегорское, Приморский край.

Из месторождений алунитовой породы в Западной Европе наиболее крупным является месторождение Ла-Тальфа (Италия); в США в штате Юта и в Австралии в Новом Южном Уэльсе. Добыча алунитовой породы в этих странах ведется с целью переработки её на квасцы и сульфат калия. Значительные месторождения алунита сосредоточены также в Корее; корейский алунит используется японской алюминиевой промышленностью для переработки на глинозём.
В честь этого минерала назван пгт Алунитдаг в Дашкесанском районе Азербайджана.